# Håreina Station
Håreina Station (Håreina holdeplass eller Håreina stasjon) er en jernbanestation på Flåmsbanen i Norge. Stationen er simpelt udført med en lysegul ventesalsbygning i træ og en kort perron.
Stationen åbnede 1. august 1940 for godstrafik og som trinbræt for persontrafik 10. februar 1941.  
I 2012 var stationen blandt en række i det vestlige Norge, der var genstand for en nærmere undersøgelse af Jernbaneverket. De bemærkede at den måske den vigtigste mellemstation på den nedre del af Flåmsbanen, idet forholdsvis mange passagerer stod af her for at se den gamle Flåm Kirke, før de gik det sidste stykke ned gennem Flåmsdalen til Flåm. Sammenlignet med de andre stationer var der også et bedre passagergrundlag blandt de fastboende, selvom der dog ikke var nogen større andel af dem, der tog toget. Sammenlagt var konklusionen, at stationen skulle opretholdes.